# Lisa Stengs
Lisa Stengs (Castricum, 17 augustus 2005) is een voetbalspeelster uit Nederland. Ze speelt als middenvelder voor HB Køge in de Elitedivisionen.

## Clubcarrière
Stengs begon met voetballen bij FC Castricum uit haar geboorteplaats. Na het seizoen 2020/21 ging Stengs onderdeel uitmaken van het Ajax talententeam. Dit deed ze samen met ploeggenote Djoeke de Ridder. Stengs kwam uit voor Jong Ajax in de Vrouwen Eerste divisie. Met dit team werd ze in het seizoen 2022/23 kampioen van de eerste divisie, waardoor ze in het volgende seizoen met haar team mocht uitkomen in de KNVB Beker. Op 14 maart 2024 nam Stengs het met Jong Ajax in een historische KNVB-bekerwedstrijd op tegen het eerste elftal van Ajax. Stengs begon dit duel in de basis en werd in de 81ste minuut gewisseld.
Op 18 juni 2024 werd bekend dat Stengs de overstap maakte naar het Deense HB Køge. Fleur Huisman maakte dezelfde overstap van het Ajax-talententeam naar de Deense club. Stengs maakte op 9 augustus 2024 haar debuut in de Elitedivisionen voor HB Køge door in de 59ste minuut in te vallen in een uitwedstrijd tegen Boldklubben 93.

## Statistieken
| Seizoen | Club      | Competitie             | Competitie | Competitie | Beker | Beker | Overig | Overig | Totaal | Totaal |
| Seizoen | Club      | Competitie             | Wed.       | Dlp.       | Wed.  | Dlp.  | Wed.   | Dlp.   | Wed.   | Dlp.   |
| ------- | --------- | ---------------------- | ---------- | ---------- | ----- | ----- | ------ | ------ | ------ | ------ |
| 2023/24 | Jong Ajax | Vrouwen Eerste divisie | ?          | ?          | 2     | 0     | 0      | 0      | 2      | 0      |
| 2024/25 | HB Køge   | Elitedivisionen        | 4          | 0          | 0     | 0     | 0      | 0      | 4      | 0      |
| Totaal  | Totaal    | Totaal                 | 4          | 0          | 2     | 0     | 0      | 0      | 6      | 0      |

Bijgewerkt t/m 1 september 2024.

## Interlandcarrière
Stengs debuteerde op 6 juli 2021 als jeugdinternational van Nederland -16 in een wedstrijd tegen de leeftijdsgenoten van Denemarken door in de 58ste minuut in te vallen voor Wieke Kaptein op het Nordic Tournament. Datzelfde jaar maakte Stengs ook haar debuut voor Nederland -17 door in de 62ste minuut in te vallen voor Robine Lacroix in een wedstrijd tegen België -17.